# 러시아 그랑프리

러시아 그랑프리(러시아어: Гран-при России, 영어: Russian Grand Prix)는 2014년부터 러시아에서 개최가 예정되어 있는 F1 월드 챔피언십 레이스의 1차전이다.또한 과거 1913년부터 1914년에 개최된 그랑프리 중 하나를 의미하기도 한다.

## 역대 우승자
| 년   | 드라이버 | 제작자 | 개최지 | 보고서 |
| ---- | -------- | ------ | ------ | ------ |
| 2014 |          |        | 소치   | Report |